# Riz Ahmed
Pour les articles homonymes, voir Ahmed.
Rizwan Ahmed, dit Riz Ahmed (en ourdou : رضوان احمد), aussi connu sous le pseudonyme Riz MC, né le 1er décembre 1982 à Wembley, dans la banlieue de Londres, en Angleterre, au (Royaume-Uni), est un acteur, réalisateur, scénariste et rappeur britannique.
Il est connu pour son travail au cinéma dans The Road to Guantánamo (2005), We Are Four Lions (2010), Ill Manors (2012) et Night Call (2014), ainsi que pour le rôle de Nasir Khan dans la série de HBO The Night Of en 2016.

## Biographie

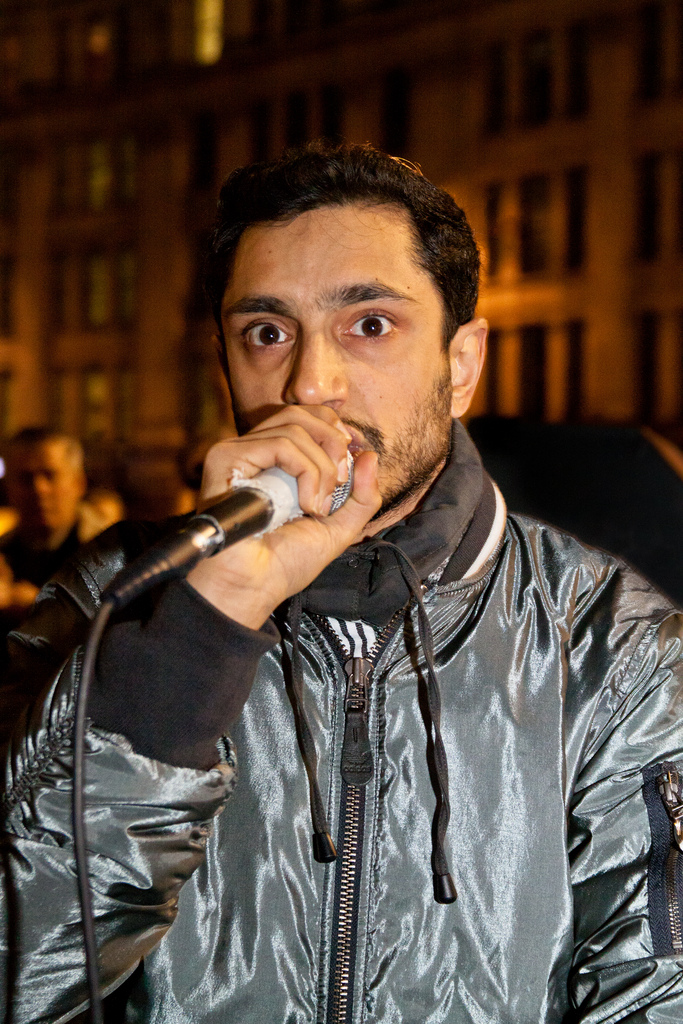
Le rappeur au mouvement Occupy London, en septembre 2011.

### Jeunesse et formation
Rizwan Ahmed est né à Wembley, près de Londres, au sein d'une famille britannique d'origine pakistanaise (en). Ses parents, eux-mêmes originaires d'Inde, ont émigré depuis Karachi au Royaume-Uni dans les années 1970. Il est lié au Shah Muhammad Sulaiman (en), « le premier juge indien nommé par les Britanniques dans l'Uttar Pradesh ».
Ahmed est envoyé à l'école privée de Merchant Taylors de Northwood grâce à une bourse d'études. Diplômé en philosophie, politique et économie (PPE) à Christ Church (Oxford), il entre à la Central School of Speech and Drama de Londres.

### Carrière d'acteur

#### Progression en Europe (années 2000)
Révélé en 2005 dans l'acclamé The Road to Guantánamo qui mêle documentaire et fiction, l'acteur entame une carrière cinématographique et télévisuelle entre l'Europe et Hollywood.
Il confirme d'abord en 2008 dans le rôle-titre du thriller urbain britannique Shifty, écrit et réalisé par Eran Creevy, puis en 2009 avec la satire indépendante américaine Rage, aux côtés de Judi Dench et Jude Law. En 2010, il poursuit entre tête d'affiche d'une satire britannique - We Are Four Lions, de Chris Morris - et second rôle dans une production américaine - le péplum Centurion, de Neil Marshall.
En 2011, il retrouve Michael Winterbottom pour le drame Trishna, qui l'oppose à Freida Pinto. Il retrouve l'actrice indienne au sein du casting international réuni sous la direction de Jean-Jacques Annaud pour l'ambitieuse coproduction Or noir.

#### Passage à Hollywood (années 2010)

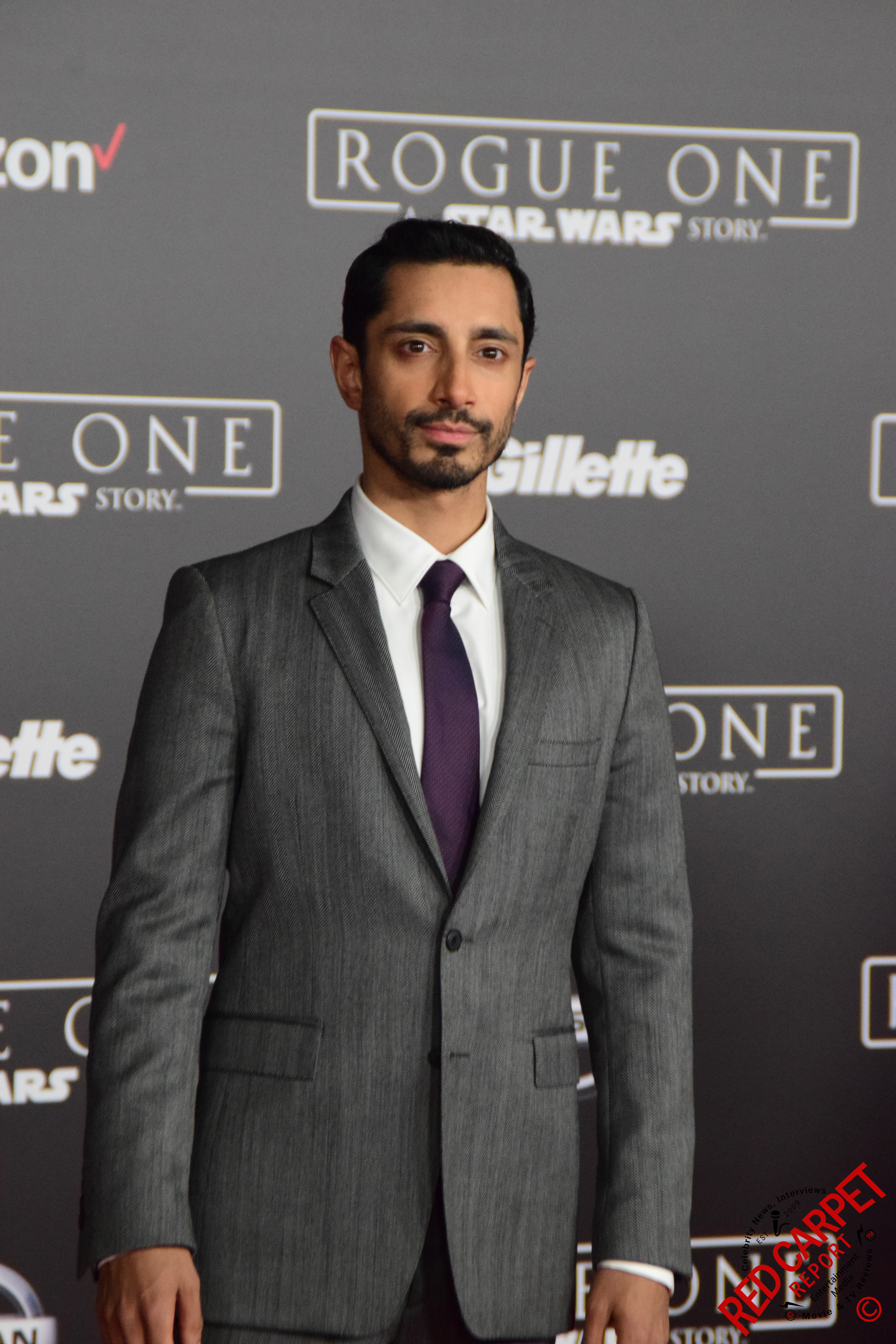
L'acteur à la première mondiale de Rogue One: A Star Wars Story, en septembre 2016.

L'année 2012 lui permet d'être remarqué en tête d'affiche du thriller britannique Ill Manors, réalisé par Ben Drew, ainsi que de l'adaptation L'Intégriste malgré lui, pour lequel il est dirigé par Mira Nair, et donne la réplique à Kate Hudson, Kiefer Sutherland et Liev Schreiber.
À partir de 2013, il se concentre sur Hollywood en tenant d'abord un second rôle dans le thriller politique Closed Circuit, de John Crowley, mené par Eric Bana et Rebecca Hall, puis en évoluant en 2014 aux côtés de Jake Gyllenhaal dans le thriller néo-noir indépendant Night Call, première réalisation du scénariste Dan Gilroy. Le film et ses acteurs récoltent de nombreuses critiques positives et sont récompensés par de nombreux prix.
En 2014, il écrit et réalise un court métrage, Daytimer, présenté en sélection officielle du festival du film de Sundance et lauréat du grand prix du jury au festival du film de Nashville.
En 2016, il tient un second rôle dans deux blockbusters attendus : d'abord dans Jason Bourne, où il tient le rôle d'un jeune dirigeant de startup travaillant avec la CIA, puis dans Rogue One: A Star Wars Story, où il joue le rôle d'un pilote impérial, Bodhi Rook, qui passe du côté de la rébellion.
La même année, il tient le premier rôle de la mini-série de la chaîne HBO The Night Of, développée par Richard Price et Steven Zaillian et encensée par les critiques.
En 2017, il apparaît aux côtés de Lena Dunham dans la série Girls, dans laquelle il joue un professeur de surf dans les Hamptons.
En 2018 il tient le rôle du mégalomane Carlton Drake dans le film Venom aux côtés de Tom Hardy.
En 2021, il est nommé à l'Oscar du meilleur acteur pour son rôle dans le film Sound of Metal, sorti en 2019. Il est le premier musulman à recevoir une nomination dans cette catégorie des Oscars.

### Musique
En 2006, Ahmed a interprété une chanson de rap satirique intitulée Post 9/11 Blues. Il a depuis produit trois albums et huit singles.
Il est connu sous son nom de scène Riz Mc, il mêle pop et rap avec des thèmes inspirés de l'immigration. Il met en avant les difficultés de laisser son pays, mêler les différentes cultures, le racisme qui passe inaperçu.
Son tout dernier album The Long Goodbye reflète cette relation entre le Royaume-uni avec l'Inde et la Palestine. Une relation toxique dans laquelle les colonies qui ont reçu leur indépendance et à qui on a demandé de venir au Royaume-uni et aider à reconstruire ce territoire qu'ils pourraient partager. Ces immigrés sont vus maintenant comme des simples étrangers qui n'ont pas à être là.

## Filmographie

### En tant qu’acteur

#### Films
- 2005 : The Road to Guantánamo de Michael Winterbottom et Mat Whitecross : Sharif Rasul
- 2008 : Shifty d'Eran Creevy : Shifty
- 2009 : Rage de Sally Potter : Vijay
- 2010 : We Are Four Lions de Chris Morris : Omar
- 2010 : Centurion de Neil Marshall : Tarak
- 2011 : Trishna de Michael Winterbottom : Jay
- 2011 : Or noir de Jean-Jacques Annaud : Ali
- 2012 : Ill Manors de Ben Drew : Aaron
- 2012 : L'Intégriste malgré lui de Mira Nair : Changez
- 2013 : Closed Circuit de John Crowley : Nazrul Sharma
- 2014 : Night Call de Dan Gilroy : Rick
- 2016 : Jason Bourne de Paul Greengrass : Aaron Kalloor
- 2016 : Una de Benedict Andrews : Scott
- 2016 : City of Tiny Lights de Pete Travis : Tommy Akhtar
- 2016 : Rogue One: A Star Wars Story de Gareth Edwards : Bodhi Rook
- 2018 : Les Frères Sisters de Jacques Audiard : Hermann Kermit Warm
- 2018 : Venom de Ruben Fleischer : Carlton Drake / Riot
- 2019 : Sound of Metal de Darius Marder : Ruben Stone
- 2020 : Mogul Mowgli de Bassam Tariq : Zed
- 2020 : The Long Goodbye d'Aneil Karia (court métrage) : Riz
- 2021 : Invasion de Michael Pearce : Malik Khan
- 2023 : Nimona de Nick Bruno et Troy Quane : Ballister Boldhear (voix)
- 2023 : Dammi de Yann Demange (court métrage)
- 2023 : Fingernails de Christos Nikou : Amir
- 2024 : Relay de David Mackenzie : Tom
- 2025 : The Phoenician Scheme de Wes Anderson : prince Farouk
- 2025 : Hamlet d'Aneil Karia : Hamlet

#### Téléfilm
- 2007 : Les Graines de la colère (Britz) de Peter Kosminsky : Sohail Wahid

#### Séries télévisées
- 2007 : Destination 11 Septembre (The Path to 9/11) de David L. Cunningham : Yosri (2 épisodes)
- 2007 : Britz de Peter Kosminsky : Sohail Wahid (mini-série)
- 2008 : Wired de Kenny Glenaan : Manesh Kunzru (mini-série)
- 2008 : Dead Set de Charlie Brooker : Riq (saison 1) (5 épisodes)
- 2009 : Freefall de Dominic Savage : Gary (téléfilm)
- 2011 : The Fades de Jack Thorne : Neil (1 épisode)
- 2016 : The Night Of de Richard Price et Steven Zaillian : Nasir Khan (mini-série) (9 épisodes)
- 2016-2019 : The OA : Elias Rahim (5 épisodes)
- 2017 : Girls : Paul-Louis (2 épisodes)

### En tant que réalisateur et scénariste
- 2015 : Daytimer (court métrage)
- 2020 : The Long Goodbye (court métrage)
- 2020 : Mogul Mowgli de Bassam Tariq (uniquement scénariste)

### En tant que producteur
- 2020 : Mogul Mowgli de Bassam Tariq

## Distinctions

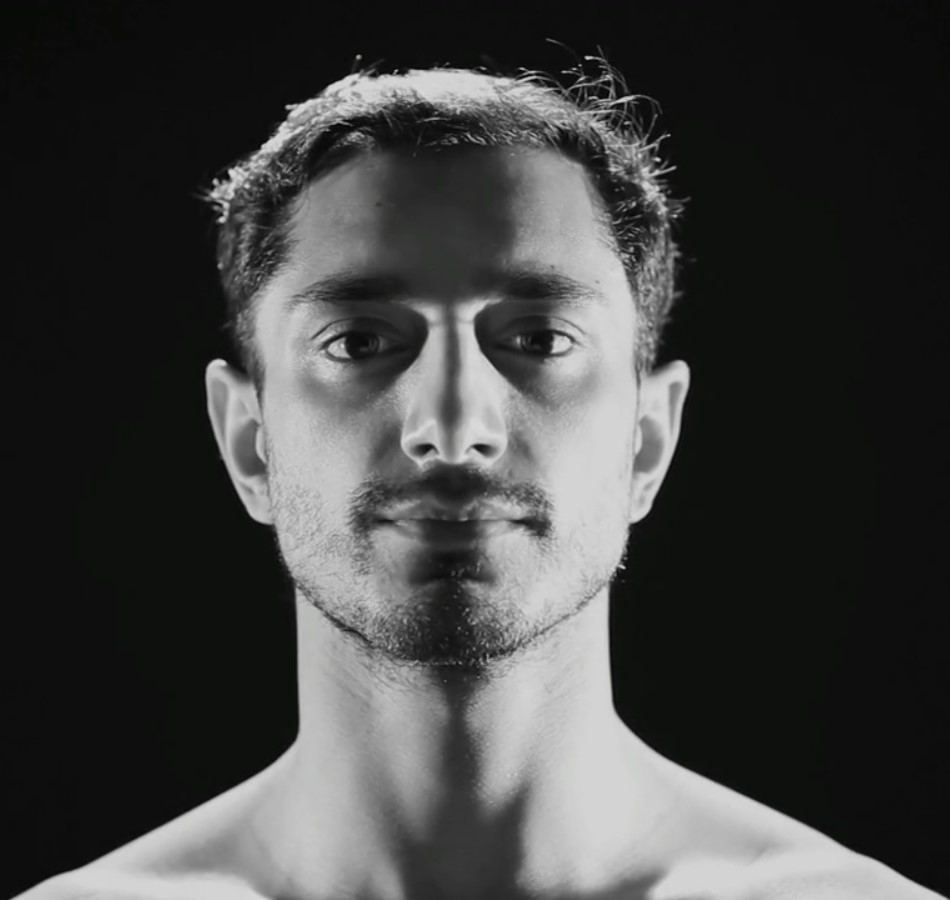
L'acteur dans le court-métrage Out of Darkness (2012), réalisé par Manjinder Virk.

### Récompenses
- 2009 : Geneva International Film Festival Tous Ecrans du meilleur acteur dans un thriller pour Shifty (2008).
- Festival de Berlin 2012 : Lauréat du Prix Shooting Star de la Berlinale.
- Nashville Film Festival 2015 : Lauréat du Grand Prix du Jury du meilleur court-métrage pour Daytimer (2008).
- 68e cérémonie des Primetime Emmy Awards 2016 : Meilleur acteur dans une mini-série ou un téléfilm pour The Night Of (2016).
- 25e cérémonie des Satellite Awards 2021 : meilleur acteur dans un film dramatique pour Sound of metal (2020).
- 94e cérémonie des Oscars 2022 : Meilleur court métrage en prises de vues réelles pour The Long Goodbye (2021).

### Nominations
- 2008 : British Independent Film Awards du meilleur acteur dans un thriller pour Shifty.
- 13e cérémonie des British Independent Film Awards 2010 : Meilleur acteur britannique pour We Are Four Lions.
- 13e cérémonie des British Independent Film Awards 2012 : Meilleur acteur britannique pour Ill Manors.
- 24e cérémonie des Gotham Awards 2014 : Meilleur espoir pour Night Call.
- 30e cérémonie des Independent Spirit Awards 2015 : Meilleur acteur dans un second rôle pour Night Call.
- 34e cérémonie des London Film Critics Circle Awards 2015 : Meilleur acteur dans un second rôle pour Night Call.
- 19e cérémonie des San Diego Film Critics Society Awards 2015 : Meilleur acteur dans un second rôle pour Night Call.
- 2017 : Gold Derby Awards du meilleur interprète de l'année.
- 2017 : Gold Derby Awards du meilleur acteur invité pour Girls (2017).
- 2017 : Gold Derby Awards du meilleur acteur principal dans une mini-série ou un téléfilm pour The Night Of (2016).
- 78e cérémonie des Golden Globes 2021 : Meilleur acteur pour Sound of Metal.
- 28e cérémonie des Screen Actors Guild Awards 2021 Meilleur acteur pour Sound of Metal.
- 93e cérémonie des Oscars 2021 : Meilleur acteur pour Sound of Metal.